# William Rivers
William Halse Rivers (12 de marzo de 1864 - 4 de junio de 1922) fue un psiquiatra y antropólogo inglés, conocido por su trabajo con los soldados que sufrieron "shell shock" (neurosis de guerra) durante la Primera Guerra Mundial. El paciente más famoso de Rivers fue Siegfried Sassoon, el poeta de guerra inglés. Rivers es famoso también por su trabajo sobre el tema del parentesco.

## Biografía
Rivers nació en 1864 en Kent, en el sureste de Inglaterra. Estudió medicina y después, psicología. Enseñó en la Universidad de Cambridge y se incorporó a la expedición a los estrechos Torres en 1898. Allí, hizo un estudio extenso e importante sobre las poblaciones de Melanesia.
Durante la Primera Guerra Mundial, Rivers trabajó en el Hospital Craiglockhart en Escocia donde usó técnicas psicoanalíticas con los soldados que sufrieron neurosis por la guerra. Sassoon lo conoció en 1917, después se negó a volver a su regimiento, pero lo trataron con compasión hasta que volvió al frente. Rivers se preocupó mucho por la ética de trabajar con los soldados para devolverlos a la guerra y probablemente sus muertes.
Después de la guerra, Rivers publicó los detalles del tratamiento pionero y siguió siendo amigo de Sassoon. Rivers murió repentinamente en 1922.
La vida de W.H.R. Rivers y su encuentro con Sassoon han llegado a libros de Pat Barker, la escritora británica. La trilogía Regeneration, incluye Regeneration (1991), The Eye of the Door (1993) y The Ghost Road (1995) que ganó el premio Booker el mismo año.